# Ford Racing 2
Ford Racing 2 è un videogioco pubblicato nel 2003 per PC, Mac, PlayStation 2 e Xbox. È il successore di Ford Racing e il predecessore di Ford Racing 3.
Nel gioco sono presenti 32 vetture Ford e 16 diversi tracciati, sbloccabili nella modalità "Ford Challenge".
Simbolo di FR2 è la Ford GT disponibile nei colori rosso-bianco, bianco-blu, giallo-nero e arancione-azzurro.

## Modalità di gioco

### Ford Challenge
In questa modalità i videogiocatori si mettono alla prova in differenti sfide, una per ogni automobile presente nel gioco le quali vengono suddivise in differenti categorie.
- Leggende Viventi (Mustang del '68, Thunderbird del '55, GT e altre),
- Stelle del cinema (Coupé del '49, Gran Torino del '76, Ford GT e altre),
- SVT (Cobra, Focus e Lightning),
- Concept-car (Powerstrike, EX, Indigo, GT90 concept e altre),
- Veicoli Fuoristrada (F-100, Pickup del '56)
- Stock Car (le Taurus da competizione usate negli ovali)

Non tutte le sfide sono immediatamente disponibili, ma necessitano di sbloccare un certo numero di sfide; è il caso della celeberrima Ford GT che richiede 17 veicoli sbloccati prima di poter utilizzare l'auto simbolo di Ford Racing.
Una volta portata a termine con successo una sfida, l'auto corrispondente è disponibile nella modalità "Collezione Ford".

### Collezione Ford
Con "Collezione Ford" i piloti possono utilizzare i veicoli e i tracciati sbloccati nella modalità Ford Challenge. Una volta selezionata il tipo di gara si può scegliere una delle auto collezionate, catalogate in differenti sezioni e con colori differenti.

### Multigiocatore
È disponibile la modalità multigiocatore a schermo diviso, con due tipi di gare: Gara standard o Eliminazione.

## Tipi di gara
- Standard - Si tratta di una  gara classica contro altri avversari (minimo uno e massimo cinque) su un numero di giri da 1 a 9.
- Eliminazione - Si tratta di una gara contro 5 avversari su 3 giri.  Al termine di ciascuno dei primi due giri, le ultime due vetture vengono eliminate. Il giro finale si risolve in un testa a testa per conquistare la vittoria.
- Duello - Si tratta di una gara da 3 giri nella quale si devono affrontare tre avversari in successione; vincendo ciascun giro, si affronta in quello successivo un nuovo avversario.
- Inseguimento - Bisogna portarsi dietro l'avversario e seguirlo attentamente senza toccarlo. La barra di potenza sullo schermo diminuisce quando si insegue un avversario, mentre aumenta se si colpisce o si perde il contatto ravvicinato. Per vincere l'inseguimento bisogna portare la barra di potenza a zero
- Tecniche di guida - Ci sono delle porte posizionate lungo la pista e ciascuna di esse aggiunge un secondo al proprio tempo se si passa in mezzo. Bisogna terminare un giro prima dello scadere del tempo.
- Fuori i secondi - Lungo la pista si trovano dei bonus di tempo che, una volta raccolti, sottraggono un secondo al proprio tempo sul giro. Per vincere, si deve scendere al di sotto del tempo limite.
- Traiettoria - Si deve migliorare il tempo indicato seguendo la traiettoria di gara segnata da una riga verde: se ci si allontana troppo la linea da verde diventa rossa e si subisce una penalità di tempo.
- Attacco al tempo - Si tratta di una gara fra il giocatore e il cronometro: qui si deve semplicemente riuscire a scendere sotto il tempo limite indicato. Naturalmente con l'aumentare della difficoltà il crono da battere si abbassa.

## Circuiti
Ford Racing 2 ha a disposizione 16 tracciati, suddivisi in diversi ambienti:
- Periferia: Route 50, Bay Bridge, Port Side
- Big Country (fuoristrada): Base Militare, Ghost town, Vecchia ferrovia
- Spring Break: Deer Creek, Palm view, Ocean Drive
- Mondo Perduto (fuoristrada): Rovine del tempio, Vulcano, Great falls
- Ovali: Rock city raceway, Black Ridge speedway
- Piste da corsa: International raceway, Club raceway.